# Program partnerski
Program partnerski (PP) – narzędzie internetowego marketingu. Jest to skrypt sprzężony z bazą zamówień sklepu internetowego. W programie tym organizatorem jest sklep online, oferujący produkty lub usługi – zaś partnerami są osoby fizyczne lub firmy dysponujące własną stroną WWW. Partner po przystąpieniu do programu umieszcza na swojej stronie materiały dostarczone mu przez organizatora – w zamian za to otrzymuje prowizję za każdy udział w transakcji, która rozpoczęła się na jego stronie.

## Opis działania
W praktyce wygląda to tak, iż klient X wchodzi na stronę internetową partnera. Na stronie tej zapoznaje się z ofertą sklepu Y, po czym ze strony partnera za pomocą hiperłączy przechodzi na stronę sklepu. Jeżeli klient ten dokona zakupów w sklepie organizatora – wówczas partner otrzymuje prowizję (zazwyczaj w postaci kilku procent wartości zamówienia) od organizatora.
Programy partnerskie tworzone są najczęściej przez sklepy, które sprzedają produkty z dużą marżą. Dotyczy to np. takich branż jak jubilerstwo, markowe perfumy czy e-booków. Wszędzie tam – gdzie sklep może odstąpić część swojego zysku na rzecz większej sprzedaży. Również na rynkach sportowych np. związanymi ze sportami zimowymi (snowboard, narciarstwo) inwestuje się w programy partnerskie – ze względu na to, iż istnieje sporo stron traktujących o sportach zimowych, strony te są potencjalnymi partnerami programów partnerskich. 
W przypadku, gdy duże firmy uruchamiają swój program partnerski, robią to najczęściej na bazie narzędzia stworzonego specjalnie na ich potrzeby i niezależnego od innych podmiotów. Pozostali gracze korzystają z oprogramowania zewnętrznego, ogólnie dostępnego, choć integrowanego indywidualnie (np. Partneo) lub decydują się na udział w programach afiliacyjnych, które oparte są na sieciach programów partnerskich.
Regulaminy programów partnerskich najczęściej dokładnie precyzują rolę uczestnika takiego programu. W większości przypadków partner nie jest ani przedstawicielem organizatora ani pośrednikiem pomiędzy klientem a sklepem. 
Partycypowanie w programie partnerskim jest rodzajem telepracy. 
Istnieje kilka metod promocji linków affiliacyjnych w programach partnerskich, m.in.:
- Promocja linków w mediach społecznościowych
- Umieszczenie kodów lub linków partnerskich na własnej stronie internetowej lub blogu
- Promocja na forach dyskusyjnych